# Пятискатный прямой бикупол
Пятиска́тный прямо́й бику́пол — один из многогранников Джонсона (J30, по Залгаллеру — 2М6).
Составлен из 22 граней: 10 правильных треугольников, 10 квадратов и 2 правильных пятиугольников. Каждая пятиугольная грань окружена пятью квадратными; каждая квадратная грань окружена пятиугольной, квадратной и двумя треугольными; каждая треугольная грань окружена двумя квадратными и треугольной.
Имеет 40 рёбер одинаковой длины. 10 рёбер располагаются между пятиугольной и квадратной гранями, 5 рёбер — между двумя квадратными, 20 рёбер — между квадратной и треугольной, остальные 5 — между двумя треугольными.
У пятискатного прямого бикупола 20 вершин. В 10 вершинах сходятся пятиугольная, две квадратных и треугольная грани; в других 10 — две квадратных и две треугольных.
Пятискатный прямой бикупол можно получить из двух пятискатных куполов (J5) — приложив их друг к другу десятиугольными гранями так, чтобы пятиугольные грани оказались повёрнуты одинаково.

## Метрические характеристики
Если пятискатный прямой бикупол имеет ребро длины {\displaystyle a}, его площадь поверхности и объём выражаются как
{\displaystyle S={\frac {1}{2}}\left(20+5{\sqrt {3}}+{\sqrt {25+10{\sqrt {5}}}}\right)a^{2}\approx 17{,}7710818a^{2},}
{\displaystyle V={\frac {1}{3}}\left(5+4{\sqrt {5}}\right)a^{3}\approx 4{,}6480906a^{3}.}